# Aerospool WT10 Advantic
Aerospool WT10 Advantic є словацьким саморобним літаком, розробленим і сконструйований Aerospool Prievidza, вперше представлений на авіасалоні AERO Friedrichshafen в 2013. Літак реалізується як комплект запчастин для самостійного збирання.

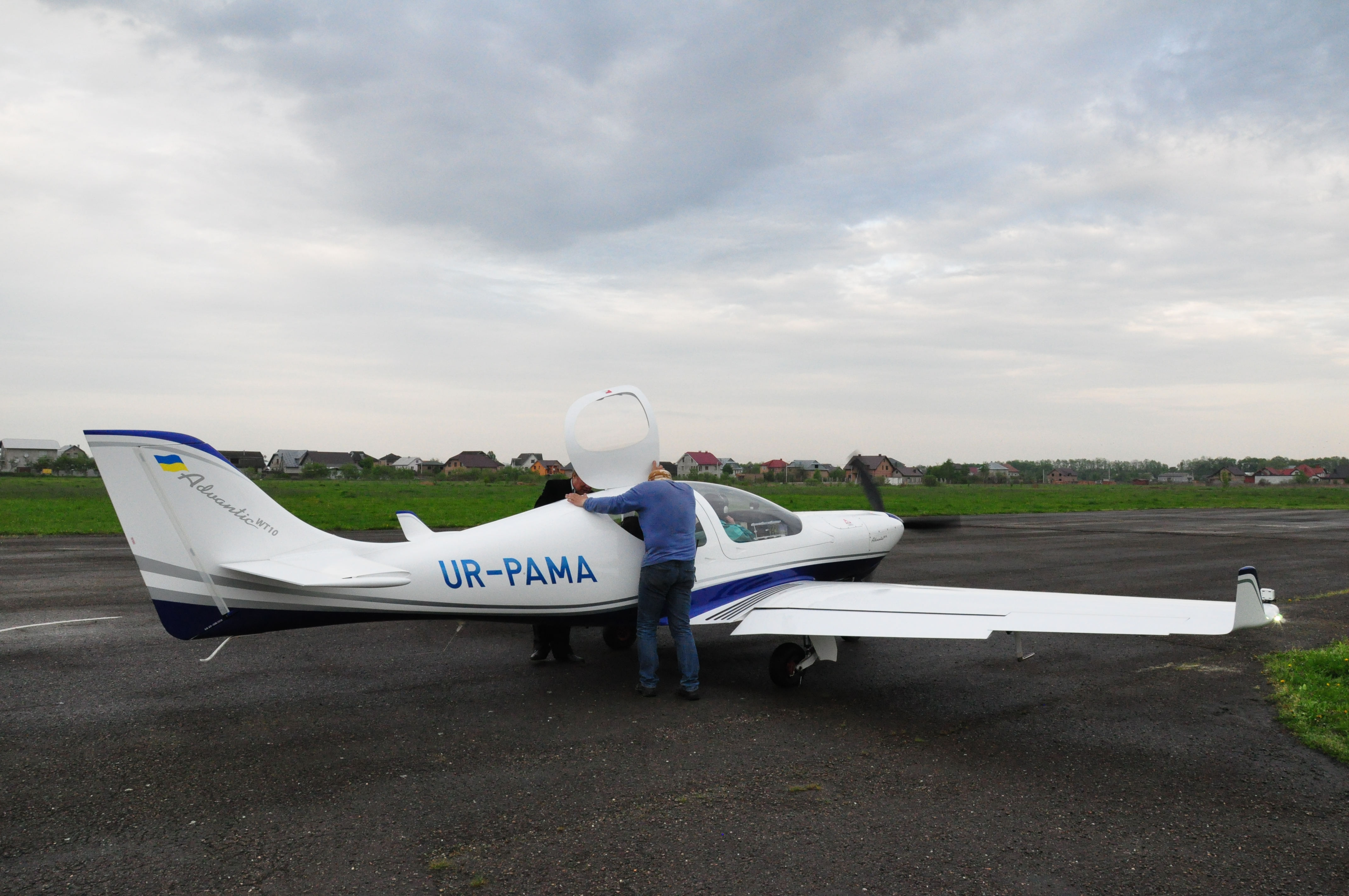

## Розробка
WT10 Advantic є наступником комерційно успішного двомісного Aerospool WT9 Dynamic. WT10 є консольним низькопланом, з 3-4 пасажирською інтегрованою кабіною з випуклим куполом і 3 люками (два спереду, один ― пасажирський ліворуч для заднього ряду), прибирне (retractable) трифазове шасі та одномоторний двигун.
WT10 виконано з композитних матеріалів. В протопипі використовувався 115 к. с. (86 кВт) Rotax 914 турбований чотиритактний агрегат, оснащений пропелером MT-Propeller.

## Специфікації
- Екіпаж: 1
- Місткість: 3 пас
- Розмах крил: 9,4 м
- Площа крила: 10,61 м2
- МЗМ: 850 кг
- Місткість пального: 126 л
- Рушій: 1 × Rotax 914 турбований 4-циліндровий, водяного та повітряного охолодження, 4-тактний, 86 кВт (115 КС)
- Пропелер: 3-лопатевий MT-Propeller

Продуктивність
- Max швидкість: 250 км/год (155 ммиль/год/135 kn)
- Крейсерська швидкість: 210 км/год (130 ммиль/год, 113 kn)
- Швидкість звалювання: 88 км/год (55 mph; 48 kn)
- Швидкість набору: 3,75 м/с (738 ft/min)
- Навантаження на крило: 80,1 кг/м2 (16,4 lb/sq ft)